# Джалилова, Роза Исмаил кызы
Роза Исмаил кызы Джалилова (азерб. Roza İsmayıl qızı Cəlilova; род. 17 мая 1929, Губа) — азербайджанская исполнитель народного танца, хореограф-балетмейстер. Народная артистка Азербайджана (2007),

## Биография
Роза Джалилова родилась 17 мая 1929 года в Губе. В 1947 году окончила с отличием классическое отделение Бакинского хореографического училища. Два года работала в балетной труппе Азербайджанского театра оперы и балета имени М. Ф. Ахундова. Однако, любовь и тяга к азербайджанскому народному танцу и музыке не покидала её. В 1949 году после долгих уговоров бросить балет, сменила направление с разрешения действующего тогда Художественного совета, и перешла в Ансамбль песни и танца Азербайджанской государственной филармонии, созданный Узеиром Гаджибековым.
Наряду с национальными танцами в её репертуаре были арабские, персидские, индийские танцы и танцы других народов мира.
С 1965 по 1975 год руководила танцевальной группой данного ансамбля.
Много лет работала хореографом. В 1989 году ею создан ансамбль песни и танца «Гюлистан».
Более 30 лет Роза Джалилова представляла Азербайджан на многих международных фестивалях, которые проходили в Канаде, Китае, США, Турции, Ираке, Эфиопии, Марокко.
17 сентября 2007 года присвоено звание народной артистки Азербайджана.
Удостоена персональной пенсии Президента Азербайджана.

## Награды
- Орден «Знак Почёта» (1959)
- Орден «Слава» (16 мая 2019, за заслуги в развитии и пропаганде азербайджанского танцевального искусства)[5]
- Почётная грамота Министерства культуры Азербайджана (18 мая 2024, за заслуги в развитии азербайджанской культуры)